# Wladimir Akimowitsch Bron
Wladimir Akimowitsch Bron (* 14. September 1909 in Nikolajew, Russisches Kaiserreich, heute Mykolajiw, Ukraine; † 1. Oktober 1985 in Swerdlowsk; russisch: Владимир Акимович Брон) war ein russischer Schachkomponist.
Im Alter von elf Jahren erlernte Bron das Schachspiel. Nach seinem Umzug nach Charkow im Jahr 1920 begann er im Schachklub der Stadt, der von Alexej Alexandrowitsch Aljechin, dem Bruder Alexander Aljechins, geleitet wurde, sich systematisch mit der Schachliteratur zu befassen. 1928 bis 1946 traf er am Schachbrett auf eine Reihe sowjetischer Meister. Allerdings fühlte er sich mehr zur Schachkomposition, besonders zu den Studien, hingezogen.

## KompositionAmy Macdonald
1924 publizierte Bron seine erste Aufgabe, zwei Jahre später errangen zwei seiner Studien erste Auszeichnungen. Wesentliche Impulse gaben in den Jahren 1930 und 1931 sein Zusammentreffen mit Leonid Kubbel und seit 1927 seine Freundschaft mit Wladimir Korolkow.
Bron war ab 1956 Internationaler Schiedsrichter für Schachkomposition und seit 1976 Großmeister für Schachkomposition. Er komponierte etwa 400 Studien sowie mehr als 600 andere Schachkompositionen. Er erhielt dafür etwa 440 Auszeichnungen, darunter 80 Preise.
In Drei- und Mehrzügern bevorzugte Bron Mustermatts, wobei er unbemerkte, mit Hilfe des schwarzen Königs stattfindende Schließung ausarbeitete. Seine Lieblingsgattung waren jedoch die Studien, in denen er versuchte, beiderseitig vollwertiges Spiel, feinsinnige Motivation der Züge, Originalität und Gedankentiefe einzubringen. Er arbeitete dabei die Themen der weit voneinanderstehenden Bauern, aufeinanderfolgender Synthese, Dauerschachdrohung sowie Gegenfelder der Könige aus.
|   | a | b | c | d | e | f | g | h |   |
| 8 |   |   |   |   |   |   |   |   | 8 |
| 7 |   |   |   |   |   |   |   |   | 7 |
| 6 |   |   |   |   |   |   |   |   | 6 |
| 5 |   |   |   |   |   |   |   |   | 5 |
| 4 |   |   |   |   |   |   |   |   | 4 |
| 3 |   |   |   |   |   |   |   |   | 3 |
| 2 |   |   |   |   |   |   |   |   | 2 |
| 1 |   |   |   |   |   |   |   |   | 1 |
|   | a | b | c | d | e | f | g | h |   |

Das dynamische Zusammenspiel aller weißen Figuren führt der ersten preisgekrönten Studie Brons zur Domination der Dame.

Lösung:

1. Tc7–c8! Df8–a3

2. Sf5–d4+ Kb5–b6

3. Tc8–b8+ Kb6–c5

4. Tb8–b5+ Kc5–d6

5. Tb5–d5+ Kd6–e7

6. Td5–a5! Da3xa5

7. Sd4–c6+ mit Damengewinn durch die Gabel.

## Privates
Bron war Doktor der Ingenieurwissenschaft. Er arbeitete in der Chemie in der Silikattechnologie und an der Entwicklung feuerbeständiger Materialien. Auf seinem Fachgebiet publizierte er 150 wissenschaftliche Arbeiten.
Nach dem Zweiten Weltkrieg lebte er in Swerdlowsk.

## Werke
- Genrich Gasparjan mit Wladimir Bron: Sowjetskij schachmatnyj etjud - sbornik. Moskau, 1955
- Wladimir Bron: Isbrannije etjudi i sadatschi. Moskau, 1969
- Orest Awerkin und Wladimir Bron: V poiskakh shalkmatnoi istin. Swerdlowsk, 1979